# Pollaczek Félix
Pollaczek Félix Leo (Bécs, 1892. december 1. – Párizs Boulogne-Billancourt, 1981. április 29.) osztrák származású mérnök és matematikus.

## Életrajza
Jómódú zsidó családban született. Édesapja Pollaczek Alfréd udvari tanácsos és az Osztrák Államvasutak központi felügyelője, édesanyja Marie Gompercz, akinek a családja a hagyomány szerint a prágai Maharaltól származott.

### Tanulmányai
A Bécsi Műszaki Egyetemen végezte tanulmányait. 1920-ban a Brnói Műszaki Egyetemen villamosmérnökként Master of Science fokozatot szerzett. 1922-ben a Berlini Egyetemen matematikusi Ph.D. fokozatot szerzett.

### Magánélet
Berlinben ismerkedett meg a szintén kiváló matematikussal, a bécsi születésű, de magyar-zsidó származású Hilda Geiringerrel, akivel 1921-ben házasságot kötött. A következő évben megszületett lányuk, Magda (aki később a híres fizikus Tisza László felesége lett), de a házasságuk tönkrement, és hamarosan elváltak.

### Pályafutása
1921–1923 között Berlinben az AEG-nek dolgozott. 1923–1933-ig a Német Postánál állt alkalmazásban.
Hitler hatalomra jutásakor Franciaországba távozott. A második világháborút több szerencsés véletlennek köszönhetően Savoy-ban vészelte át második feleségével, Vera Jakobowitzcal. Párizsban telepedtek le, ahol hálózatiforgalmi-szakértőként dolgozott különböző cégeknél. Több előadást tartott világszerte. 1977-ben harmadikként a világon megkapta a Neumann János elméleti díjat, melyet idős kora miatt nem tudott átvenni Amerikában.
Tudományos tevékenysége többek között számelméletre, a matematikai analízisre, a matematikai fizikára és a valószínűségszámításra terjedt ki.
Legismertebb munkái a Pollaczek–Khinchine-formula a sorbanállás-elmélethez kapcsolódóan és a Pollaczek–Spitzer-azonosság.